# Dambulla
Dambulla är en liten stad norr om Kandy i Matale-distriktet i Sri Lanka. Staden är byggd där granitberget kommer upp i dagen och i vilket det gömmer sig ett imponerande buddhistiskt grottkomplex, Raja Maha Vihara, som daterar sig till 100-talet f.Kr.. Det är det största och bäst bevarade grottempelkomplexet i hela landet.
Här finns mer än 80 grottor, 5 helgedomar, 4 kloster, 157 statyer, 153 Buddhabilder, 3 kungabilder och 4 guda-/gudinnebilder. Muralmålningarna omfattar 2 100 m² och avbildar bland annat demonen Mara som frestar Buddha samt Buddhas första predikan. Statyer på hindugudarna Vishnu och Saman finns också här, vilket avspeglar hinduismens ankomst till Sri Lanka på 1100-talet.
Det "Gyllene Templet" i Dambulla blev 1991 uppsatt på Unescos Världsarvslista.

## Historia
Området tros ha varit bebott från början av 200-talet f.Kr. Det sägs att under kung Vattagamini Abhayas regering på 100-talet f.Kr., tog denne sin tillflykt till Dambulla, efter att flytt från en armé som drivit honom ut ur Anuradhapura. I Dambulla skapade han senare ett grottempel.
På 400-talet byggdes stupan (i Sri Lanka kallad dagoba). 
På 1100-talet fick templet statyerna på hindugudarna Vishnu och Saman. 
1848 började en nationaliströrelse i Dambulla för att kasta ut britterna från landet.